# Acoustic (album de John Lennon)
Pour les articles homonymes, voir Acoustic.
Albums par John Lennon
Instant Karma: All-Time Greatest Hits
(2002) Peace, Love & Truth
(2005)
Acoustic est un album posthume de John Lennon, sorti en 2004. Il comprend un ensemble de chansons enregistrées par John seul avec une guitare acoustique. La sortie de l'album a été relativement critiquée, la plupart des chansons ayant déjà été publiées dans le John Lennon Anthology de 1998 et les autres étant apparues en bootleg.

## Titres
Sauf mention contraire, les chansons sont de John Lennon :
| No  | Titre                                                   | Durée |
| --- | ------------------------------------------------------- | ----- |
| 1.  | Working Class Hero                                      | 3:58  |
| 2.  | Love                                                    | 2:30  |
| 3.  | Well Well Well                                          | 1:14  |
| 4.  | Look at Me                                              | 2:49  |
| 5.  | God                                                     | 2:38  |
| 6.  | My Mummy's Dead                                         | 1:13  |
| 7.  | Cold Turkey                                             | 3:26  |
| 8.  | The Luck of the Irish (John Lennon/Yoko Ono)            | 3:41  |
| 9.  | John Sinclair                                           | 3:22  |
| 10. | Woman Is the Nigger of the World (John Lennon/Yoko Ono) | 0:39  |
| 11. | What You Got                                            | 2:24  |
| 12. | Watching the Wheels                                     | 3:04  |
| 13. | Dear Yoko                                               | 4:05  |
| 14. | Real Love                                               | 4:00  |
| 15. | Imagine                                                 | 3:08  |
| 16. | It's Real                                               | 1:04  |

## Classement
| Classement (1975)      | Meilleure position |
| ---------------------- | ------------------ |
| États-Unis (Billboard) | 31                 |
| France (IFOP)          | 137                |